# Трёх-Анастасиевский собор
Трёх-Анастасиевский собор — православный храм в городе Глухове Сумской области, кафедральный собор Конотопской и Глуховской епархии Украинской православной церкви Московского патриархата. Крупнейший храм города.

## Архитектура
По архитектуре храм, выполненный в неовизантийском стиле, очень напоминает Владимирский собор в Киеве. Куполы полусферические и приплюснутые, центральный барабан многооконный. Угловые барабаны повторяют форму центрального, но обладают сквозными колокольнями. У храма большой кубичный объём с высокими окнами и тесно расположенными сверху пятью куполами. Интерьер наполнен светом, а иконостас Трёх-Анастасиевского собора изготовлен из белого итальянского мрамора. Стены искусно расписаны братьями Александром и Павлом Сведомскими. Предалтарная перегородка из серого мрамора выполнена по чертежам Александра Мурашко.

## История
Первая каменная церковь во имя трёх Анастасий была построена в 1717 году на месте сгоревшего деревянного Воскресенского храма, на юго-восточном краю городской крепости. Средства на строительство церкви были предоставлены гетманшей Анастасией Скоропадской. Храм строился по образцу Ильинской церкви в Суботове, потому повторял её почти во всех архитектурных элементах.
В 1784 году церковь пострадала от пожара. Полностью её отстроили лишь в 1816 году. После этой реконструкции храм приобрёл новые классицистические формы. Впоследствии, из-за того, что здание было небольшим, церковь присоединили к Троицкому собору, после чего в Анастасиевском храме перестали проводить богослужения. Однако в 1846 году глуховский купец Артемий Терещенко начал на собственные средства поддерживать церковь и службы в ней возобновились. В 1861 и 1872 годах благодаря ему же был построен алтарь Воскресенья Крестового и пристроен алтарь святого Артемия.
В 1884 году черниговское губернское правление утвердило постановление о новом проекте Трёх-Анастасиевской церкви по планам петербургского академика архитектуры Андрея Гуна. Строительство нового храма рядом со старым началось через год, в 1885 году. Средства на построение выделяли сыновья Артемия Терещенко, Николай и Фёдор. Благодаря их финансовой помощи здание церкви было построено за достаточно быстрое время и уже в 1893 году освящено.
21 мая 1894 года братья обратились в Святейший Синод с просьбой позволить им снести старую Трёх-Анастасиевскую церковь, мотивируя это тем, что сооружение настолько запущено, что уже не подлежит ремонту. Вскоре специальная экспертная комиссия профессоров Киевской духовной академии дала разрешение на снос и 2 января 1895 года Святейший Синод подтвердил это своим указом. Гетманский храм был разобран в течение 1895—1897 годов. На его месте построили часовню, которую в 1950-х годах уничтожили коммунисты.
Во время Великой Отечественной войны центральный купол храма был разрушен. По завершении войны его отстроили в несколько изменённых формах. Во время реставрации и ремонта Трёх-Анастасиевского собора православные кресты, которые были изготовлены по чертежам Андрея Гуна, были заменены на католические.
В храме расположен фамильный склеп Терещенко. Здесь похоронены Артемий Яковлевич Терещенко, его жена Ефросиния Григорьевна, сыновья Фёдор и Николай. В годы революции склеп был разграблен, плиты захоронений разбиты. После 1991 года захоронения были вновь освящены и упорядочены.
В 2007 году Трёх-Анастасиевский собор выдвигался Глуховом на всеукраинский конкурс «Семь чудес Украины». Как следствие, храм занял шестое место в Сумской областной акции «Семь чудес Сумщины». В непосредственном соседстве от храма расположена ещё одна достопримечательность города — Водонапорная башня.